# Taj-cung
Taj-cung (čínsky pchin-jinem Dàizōng, znaky tradiční 代宗; 9. ledna 727 – 10. června 779) byl čínský císař vládnoucí v letech 762–779 říši Tchang. Byl nejstarším synem a nástupcem císaře Su-cunga (vládl 756–762); během povstání An Lu-šana velel spojené tchangsko-ujgurské armádě, která roku 757 osvobodila hlavní města říše Čchang-an a Luo-jang, obsazené předešlého roku povstalci. Boje s rebely dovedl ke konci roku 763 už jako císař, když tchangsko-ujgurské síly porazily armádu povstaleckého císaře Š’ Čchao-iho a přiměly povstalecké generály k formálnímu uznání tchangské svrchovanosti, přičemž jim ponechaly jejich vojska a správu ovládaného území, zahrnujícího většinu severozápadu říše. Takto vzniklé fakticky nezávislé regiony si nebyli schopni podřídit ani následující tchangští panovníci. Vážný problém pro Taj-cungovu vládu představovala i válka s Tibeťany, kteří roku 763 dokonce vyplenili Čchang-an. Během 60. a 70. let se císař snažil stabilizovat zemi, byly provedeny finanční a daňové reformy a vláda se pokoušela prosadit proti mocným regionálním guvernérům ťie-tu-š’, nicméně bez výraznějšího úspěchu.

## Jméno
Taj-cung je chrámové jméno císaře, jeho vlastní jméno bylo Li Čchu (čínsky pchin-jinem Lǐ Chù, znaky 李俶), roku 758 změněné na Li Jü (čínsky pchin-jinem Lǐ Yù, znaky 李豫).

## Mládí, následník trůnu
Li čchu se narodil roku 727 jako nejstarší syn Li Ťüna, třetího syna tchangského císaře Süan-cunga. Roku 737 Süan-cungův syn a následník Li Chung zahynul v důsledku dvorských intrik a následujícího roku císař jmenoval Li Ťüna novým následníkem (po několika změnách jména v letech 736–738 nakonec pod jménem Li Čcheng).
Koncem roku 755 se velitel vojsk severovýchodu tchangské říše, generál An Lu-šan, vzbouřil. Povstalci začátkem roku 756 dobyli Luo-jang, An Lu-šan se prohlásil císařem státu Jen a v červenci 756 dobyl i tchangské hlavní město Čchang-an. Císař Süan-cung prchl na jihozápad do S’-čchuanu, Li Čcheng se však od něj oddělil a odešel na severozápad do Ling-wu, kde se v polovině srpna 756 s podporou tamních vojsk prohlásil císařem. jako císař je znám pod svým chrámovým jménem Su-cung. Jeho otec i tchangští regionální vojenští i civilní představitelé Su-cungovu uzurpaci uznali.
Su-cung si jako prioritu stanovil znovudobytí hlavních měst. Svého třetího syna Li Tchana (který první navrhl nenásledovat Süan-cunga do S’-čchuan, ale odejít do Ling-wu a vynikl během cesty) chtěl jmenovat velitelem k tomu určené armády, ale jeho blízký ministr Li Mu namítl, že Li Čchu je starší a povýšením Li Tchana vznikne nejistota v tom, který syn má přednost. Císař poté postavil do čela armády Li Čchua. Roku 757 ho chtěl jmenovat i následníkem trůnu, ale Li Mu a Li Čchu ho od toho odvrátili s tím, že je nevhodné jmenovat následníka před znovudobytím metropolí. Li Tchan se současně dostal do konfliktu s císařovou oblíbenou ženou paní Čang a vlivným eunuchem Li Fu-kuoem, Li Fu-kuo a paní Čang obvinili Li Tchana ze spiknutí proti Li Čchuovi a císař, který jim uvěřil, přikázal roku 757 Li Tchanovi spáchat sebevraždu. Li Čchu reagoval přípravou zabití paní Čang a Li Fu-kuoa, ale Li Mu ho přesvědčil, aby své plány neuskutečnil.
tchangové uzavřeli spojenectví s Ujgury, kteří na podzim roku 757 poslali do Ling-wu čtyři tisíce svých jezdců, kteří výrazně zvýšili údernou sílu tchangských vojsk. Spojená tchangsko-ujgurská armáda pod velením Li Čchua koncem roku 757 osvobodila hlavní města říše Čchang-an a Luo-jang. Li Čchu byl poté roku 758 jmenován následníkem trůnu, přičemž mu bylo změněno jméno na Li Jü; paní Čang se stala císařovnou.
Boje s rebely v následujících letech pokračovaly se střídavými úspěchy bez rozhodného výsledku, povstalci opět dobyli Luo-jang, další jejich ofenzíva však neuspěla.

## Císař
Začátkem května 763 zemřel bývalý císař Süan-cung a Su-cung onemocněl a pověřil následníka řízením státních záležitostí. Císařovna Čang se v té době již politicky rozešla s Li Fu-kuoem a pokusila se s Li Jüem uzavřít spojenectví v jehož rámci by zabili Li Fu-kuoa a dalšího vlivného eunucha Čcheng Jüan-čena. Li Jü odmítl, císařovna se pak spojila s jeho mladším bratrem Li Si, knížetem z Jüe. V nastalých srážkách palácových gard zvítězili Li Jü, Li Fu-kuo a Čcheng Jüan-čen, kteří zatkli a popravili císařovnu, Li Siho a Li Siena (dalšího Su-cungova syna, knížete z Jen). Současně 16. května 762 zemřel Su-cung a na tchangský trůn nastoupil Li Jü, znám je pod svým chrámovým jménem jako císař Taj-cung. V prvních týdnech Taj-cungovy vlády byl Li Fu-kuo nejmocnější osobou ve vládě, nicméně císař postupně převedl velením nad císařskými gardami na spolehlivější eunuchy, a protože se proti němu – vzhledem k zásluhám Li Fu-kuoa ohledně císařova nástupu na trůn – nechtěl veřejně postavit, koncem roku 763 ho nechal zabít a pohřbil s poctami. Následující rok císař odstranil i Čcheng Jüan-čena.
Po nástupu Taj-cung vyhlásil všeobecnou amnestii pro ty povstalce, kteří se vzdají a na podzim 762 tchangská armáda zaútočila na Luo-jang, opět s ujgurskou pomocí. Císař povstalců Š’ Čchao-i utrpěl několik porážek a byl nucen ustoupit z Luo-jangu na sever a po rozpadu své armády prchat před tchangsko-ujgurskými silami. Jeho generálové kontrolující povstalecká území přešli na tchangskou stranu a Š’ Čchao-i začátkem roku 763 zahynul v pohraničí severně od Fan-jangu (dnešního Pekingu), čímž povstání An Lu-šana skončilo.
Zmínění bývalí povstalečtí generálové sice formálně uznali tchangskou svrchovanost, ale ponechali si svá vojska a správu ovládaného území, zahrnujícího oblast Che-peje, to jest většinu severozápadu říše. Takto vzniklé fakticky nezávislé regiony si nebyli schopni podřídit ani následující tchangští panovníci. Nicméně ve zbytku říše dokázal kontrolovat situaci, na slabě militarizovaném jihu vesměs byly vzpoury a neposlušnost jen ojedinělé. Během let Su-cungova vláda zaznamenala i několik úspěšných kroků k podřízení severních regionálních správců ťie-tu-š’. Tak roku 764 se jí podařilo přeložit bývalého povstaleckého generála ze strategicky umístěného Pien-čou (na kanále spojujícím metropolitní oblast s dolním tokem Jang-c’-ťinag) do relativně nevýznamné provincie a nahradit ho spolehlivým důstojníkem; roku 767 zlikvidovala ťie-tu-š’ v Chua-čou na jihovýchodě Šen-si, nebezpečně blízko metropole; a roku 773 dosadila svého kandidáta do I-čchengu v Che-peji přes odpor tamního vojska.
Vážný problém pro Taj-cungovu vládu představovala i válka s Tibeťany, kteří roku 763 dokonce vyplenili Čchang-an a na trůn dosadili loutkového císaře z tchangského vládnoucího rodu. Čchang-an se po dvou týdnech vrátil pod tchangskou kontrolu a protibetský císař byl zabit, nicméně válka pokračovala. Tibeťany z Ling-wu podpořil i tchangský generál Pchu-ku Chuaj-en, který se v letech 763–764 znepřátelil s generálem Sin Jün-ťingem, velitelem v Tchaj-jüanu, a vlivnými eunuchy u císařova dvora a nakonec se roku 764 vzbouřil. Následujícího roku padl v boji proti tchangským silám.
Roku 764 císař jmenoval svého nejstaršího syna Li Kuoa následníkem trůnu. Pod vedením schopného odborníka na finanční otázky Liou Jena byl v polovině 60. let zrenovován kanál mezi Žlutou řekou a řekou Chuaj, což umožnilo přímou dopravu potravin z Ťiang-nanu do metropolitního regionu (přerušenou kvůli povstání An Lu-šana) a značně zlepšilo zásobování obou metropolí. Po roce 765 císař, pod vlivem předních ministrů Jüan Caje, Wang Ťina a Tu Chung-ťiena, začal energicky podporovat buddhismus.
V druhé polovině 70. se vláda pokusila aktivněji zasáhnout do dění v Che-peji. Roku 775 se Tchien Čcheng-s’, ovládající oblast Wej-po, pokusil zabrat oblast Siang-wej, oslabenou změnou vládnoucího ťie-tu-š’, taj-cung reagoval příkazem devíti okolním ťie-tu-š’, aby s tchangskou finanční podporu zaútočili na Wej-po. Nicméně nejvlivnější z nich (Jou-čou, Čcheng-te a Pching-lu) se stáhli poté co je uspokojily územní zisky a tak roku 776 císař kampaň odvolal. Wej-po z celé záležitosti vyšlo dobře, když zisk poloviny Siang-wej vyvážil ostatní územní ztráty. Roku 776 tchangské síly úspěšně, s pomocí okolních ťie-tu-š’, odstranily vzpurného generála, který uzurpoval moc v Pien-čou a vládě se podařilo udržet kontrolu nad Pien-čou, ovšem za cenu zesílení ťie-tu-š’ Pching-lu. Koncem Su-cungovy vlády tak byli prakticky nezávislí ťie-tu-š’ Jou-čou, Wej-po a Čcheng-te v severním a střední Che-peji, Pching-lu v Šan-tungu, Siang-jang na severu Chu-peje, Chuaj-si na jihovýchodě Che-nanu a také Ťien-nan S’-čchuan.
Během 8. století postupně ztrácel efektivitu tchangský systém zdanění cu-jung-tiao a po vypuknutí povstání An Lu-šana se výběr daní ještě zhoršil. Roku 758 byl ke zvýšení státních příjmů zřízen Odbor soli a rud jen-tchie-s’ (鹽鐵司) se sídlem v Jang-čou, který vzal pod kontrolu výrobu a distribuci soli. Regionů v nichž se získávala sůl (ať už odpařováním mořské vody v příbřežních lagunách, nebo solných jezerech, nebo těžbou kamenné soli) bylo relativně málo a měly omezenou rozlohu. Bylo proto možné je uzavřít, a sůl vyrobenou pod kontrolou úřadů prodávat s velkou přirážkou, daní ze soli, licencovaným distributorům, kteří ji rozváželi po říši. Rozdíl mezi náklady na výrobu soli a platbami distributorů šel do státní pokladny. V 70. letech již polovina příjmů tchangské vlády pocházela ze solného monopolu. Bylo to poprvé v čínské historii, co nepřímá daň zajišťovala tak velký díl státních příjmů. Výhodou zdanění soli bylo, že nenarušovala právo regionálních ťie-tu-š’ na výběr přímých daní. Za ekonomickou politiku vlády byl v letech 764–777 zodpovědný zejména Jüan Caj, který na jedné straně utužil svou kontrolu nad vládou, přičemž omezil vliv eunuchů, a byl pozdějšími konfuciánskými historiky kritizován za svou podporu buddhismu, ale hospodářství regionů nechal vesměs na nich a na iniciativě místních ťie-tu-š’. Snažil se udržet vnitřní mír a postupnou obnovu ústřední moci pomocí politiky smíru a kompromisů. Roku 777 císař nechal Jüan Caje uvěznit a popravit.
Roku 779 císař Su-cung zemřel, nastoupil po něm jeho nejstarší syn Te-cung.